# Saujon
Saujon är en stad i sydvästra Frankrike, belägen i departementet Charente-Maritime i regionen Nouvelle-Aquitaine.

## Läge

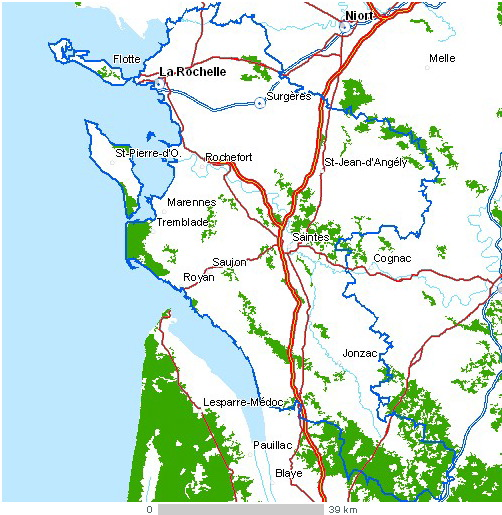
Karta över det franska departementet Charente-Maritime. Saujon ligger söder om La Rochelle.

Saujon ligger 60 km söder om La Rochelle som är huvudstad i Charente-Maritime.
Staden ligger också 30 km söder om Rochefort och 30 km väster om Saintes, de två andra huvudorterna i Charente-Maritime.
Saujon ligger på floden Seudre, som är 80 km lång. Seudre utmynnar i Atlanten mittemot Oléron-ön, Frankrikes näst största ö. Vid mynningen är floden 4 km bred och en modern hängbro, Pont de la Seudre, byggdes över den år 1972. Från medeltiden till 1800-talet var Saujon en verksam fiskeby (särskilt sardiner och torsk). I dag är det en hamn med omkring etthundra fritidsbåtar och segelbåtar. 

## Befolkning
Saujon är en stad med ungefär 6 400 invånare och hamnar på tionde plats i departementet Charente-Maritime.
År 1946 hade orten omkring 3 500 invånare, 3 800 år 1968 och ungefär 4 900 år 1990.
Dess invånare kallas på franska Saujonnaises (f) och Saujonnais (m).

## En kurort i Charente-Maritime
Staden är framför allt känd som kurort i Frankrike. Det är en turistort i närheten av Atlantkusten och Saujon ligger 10 km norr om Royan, som är viktig bad- och turistortstad vid Atlantens kust.
Staden är också en viktig handelsplats med flera köpcentrum och turismen har inneburit att finns det en marknad mitt i stadskärnan tre gånger per vecka.

## Befolkningsutveckling
Antalet invånare i kommunen Saujon
| Referens: INSEE |

## Bilder på Saujon

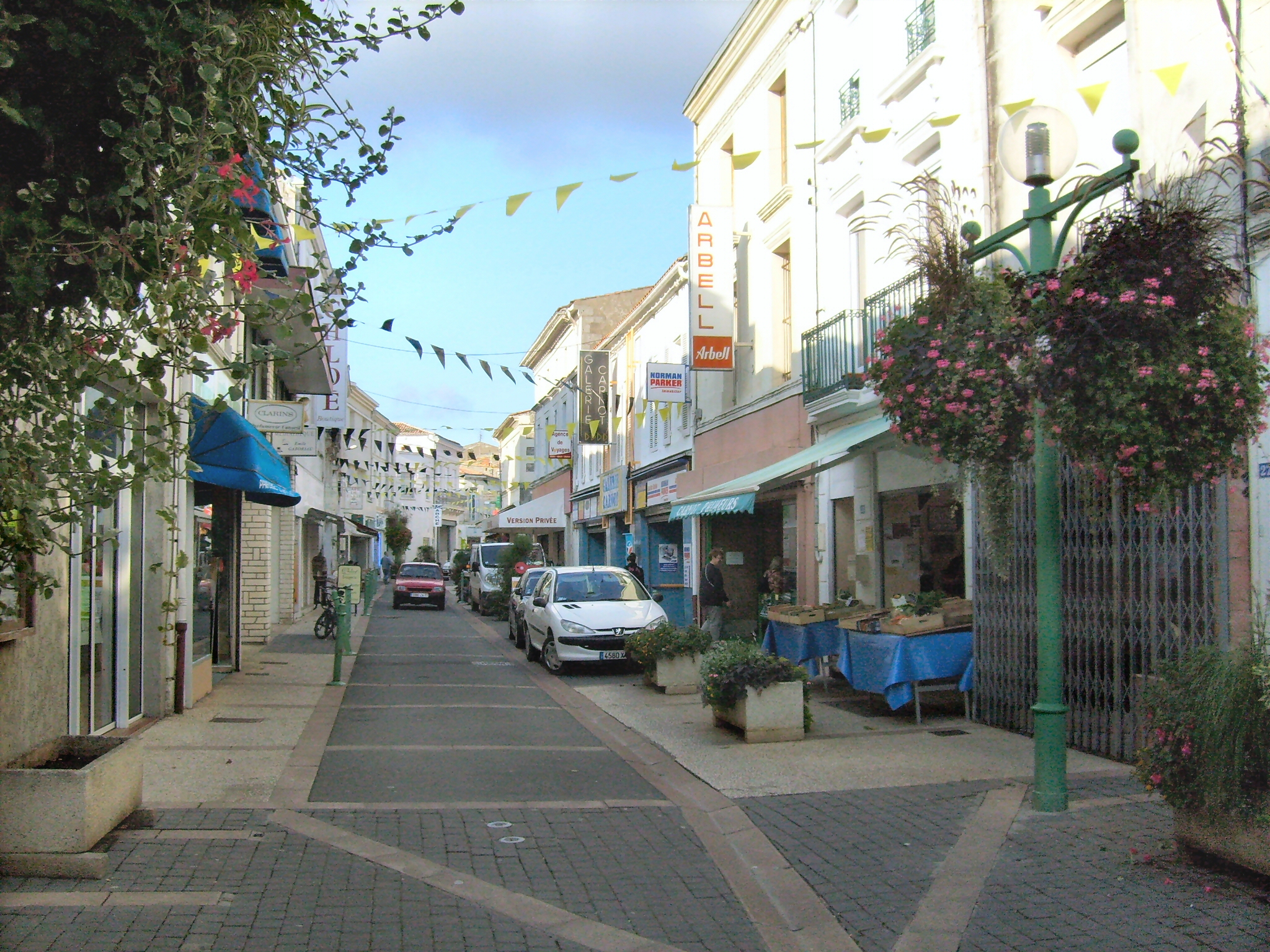
En gågata i stadskärnan.
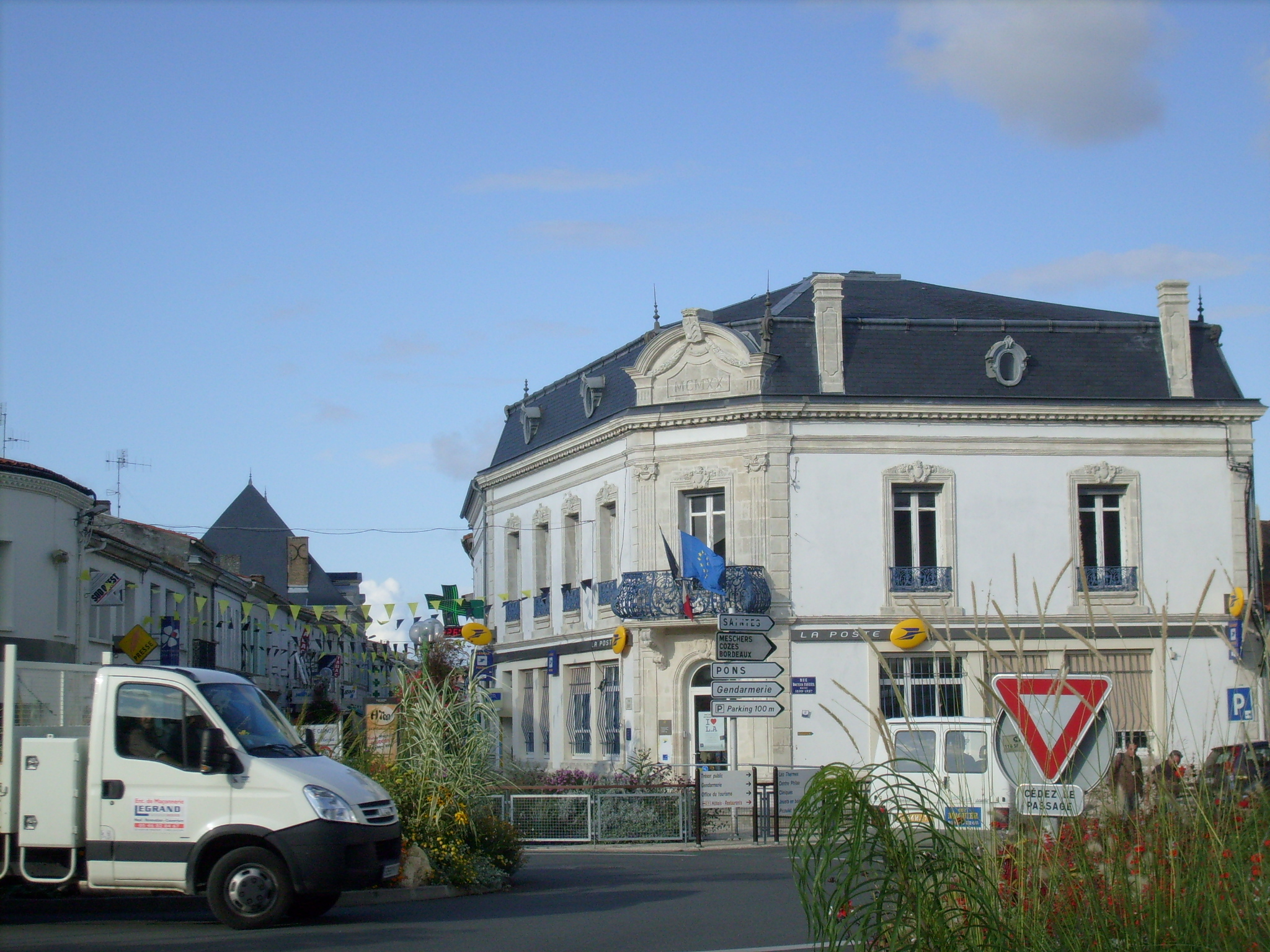
Saujons postkontor byggd på 1880-talet i stadskärnan.
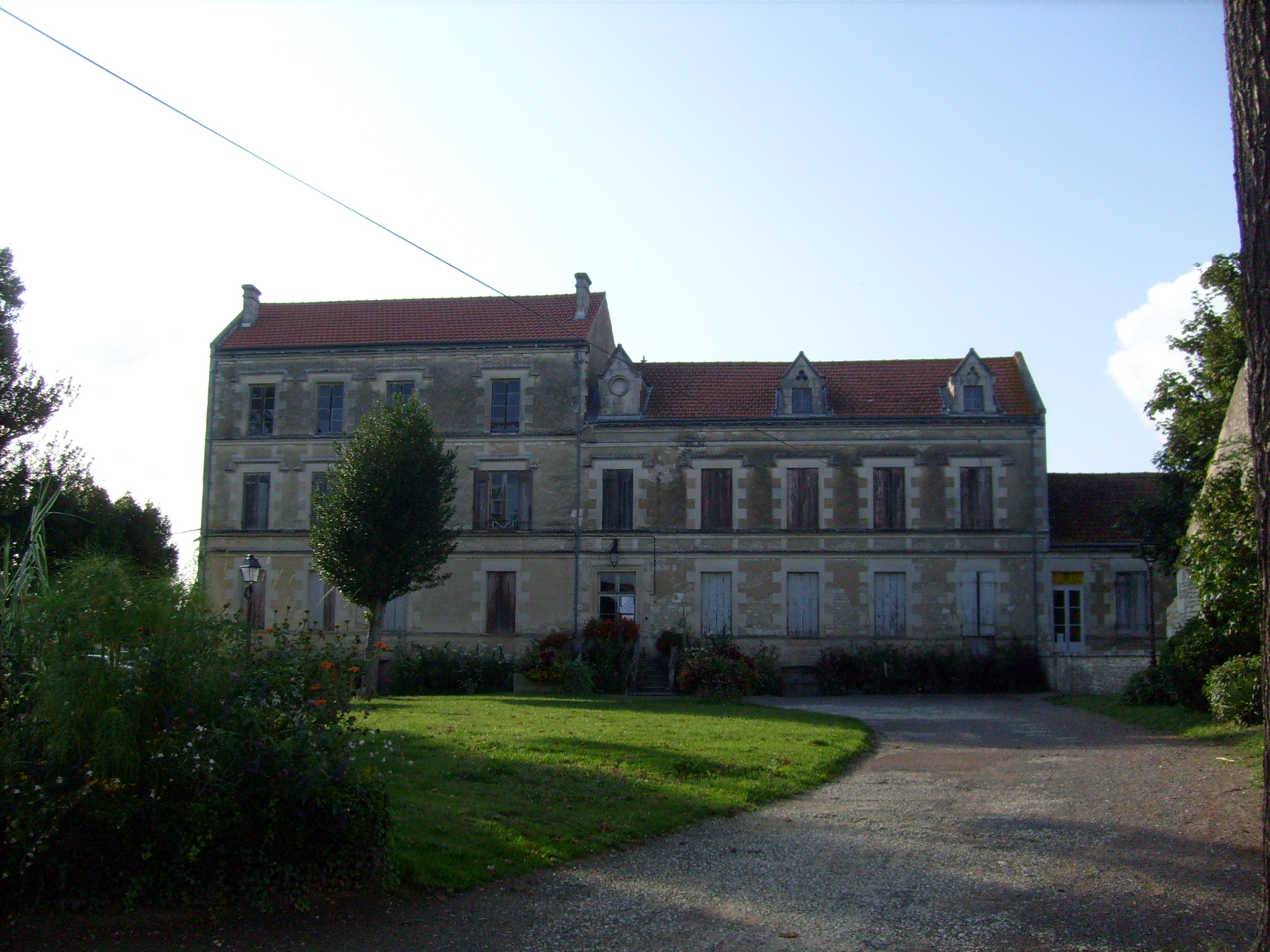
Saujons slott.
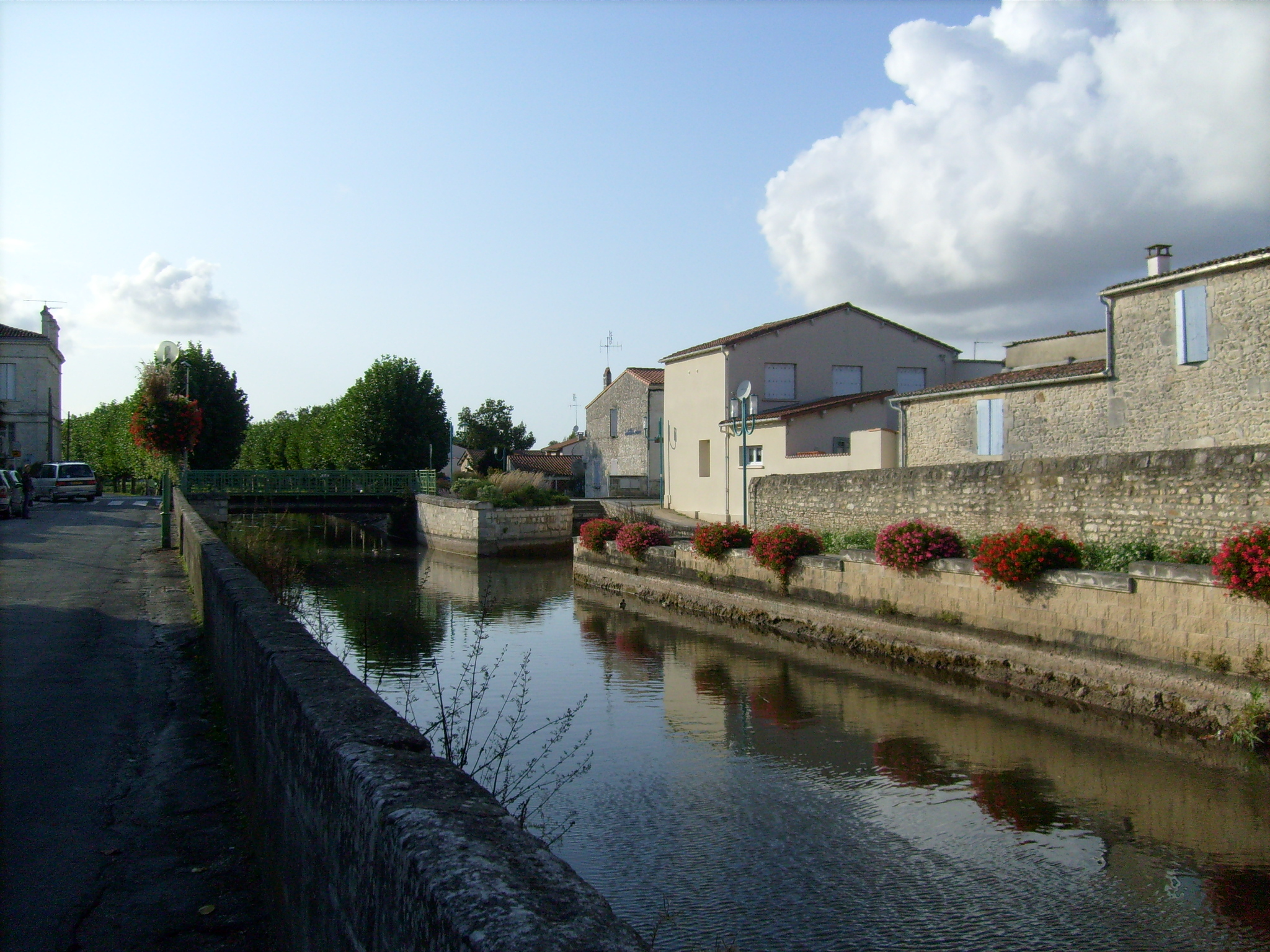
Floden Seudre rinner genom Saujon.